# Cranford (Fernsehserie)
Cranford ist eine britische Drama-Fernsehserie. Regie führten Simon Curtis und Steve Hudson. Die Serie basiert auf drei Romanen von Elizabeth Gaskell, die zwischen 1849 und 1858 erschienen sind: Cranford, My Lady Ludlow und Mr Harrison’s Confessions. Ferner sind auch Teile von The Last Generation in England mit eingeflossen.
In Großbritannien wurde die Serie in fünf Teilen auf BBC One im November und Dezember 2007 ausgestrahlt. Ein zweiteiliges Cranford-Weihnachtsspecial wurde 2009 gesendet. Die deutsche Erstausstrahlung der ersten Episode fand am 3. Juni 2010 auf dem Pay-TV-Sender RTL Passion statt.

## Handlung
Angesiedelt in den 1840ern dreht sich im fiktionalen Dorf Cranford alles um alleinstehende, verwitwete oder ältere Frauen. Unter ihnen die unverheirateten Schwestern Matty und Deborah, ihr Hausgast Mary Smith; Octavia Pole, das größte Klatschweib in der Stadt; die Tomkinson-Schwestern Augusta und Carolina; Mrs Forrester, die ihre Kuh Bessie wie ihre eigene Tochter behandelt; Mrs Rose, Haushälterin bei Dr. Harrison; Jessie Brown, die bereits zwei Heiratsanträge von Major Gordon trotz ihrer Gefühle zu ihm ablehnte; Laurentia Galindo, die an der Gleichberechtigung von Männern und Frauen festhält; Mrs Jamieson, ein Snob, die ihrem Hund Kleider anzieht; Sophie Hutton und die aristokratische Lady Ludlow.
Die wichtigsten männlichen Charaktere sind Neuankömmling Dr. Frank Harrison, der von Sophie begeistert ist, aber die romantische Zuneigung wird sowohl von Mrs Rose und Caroline Tomkinson, die häufig Krankheiten vortäuscht, um Aufmerksamkeit zu erhalten, gestört; Dr. Morgan, ein altmodischer Arzt, der sich durch die modernen Vorstellungen seines jungen Partners herausgefordert sieht; Captain Brown, ein Mann des Militärs, der sich Autorität bei den Frauen erworben hat; Edmund Carter, Lady Ludlows Handlungsbevollmächtigter ihrer Ländereien, ein Reformer, der sich ausdrücklich für kostenlose Bildung für die Arbeiterklasse ausspricht; Harry Gregson, der ehrgeizige zehnjährige Sohn eines verarmten Wilddiebes, der als Mr Carters Schützling lesen und schreiben lernt; der Bauer Thomas Holbrook, Matty Jenkyns ehemaliger Freier, der von ihrer Familie als ungeeignet angesehen wurde, aber bestrebt ist, seine Beziehung zu ihr zu erneuern; Reverend Hutton, ein Witwer mit vier Kindern, dessen religiöse Überzeugung manchmal im Widerspruch zu seinen Instinkten steht, und Sir Charles Maulver, der Amtsrichter und Direktor der Eisenbahngesellschaft.

## Besetzung und Synchronsprecher
Das Dialogbuch stammt von Klaus Schönicke, Dialogregie führte Michael Bartel und das zuständige Synchronstudio war DMT – Digital Media Technologie in Hamburg.
| Figur                                 | Darsteller         | Deutscher Sprecher   | Episoden  |
| ------------------------------------- | ------------------ | -------------------- | --------- |
| Miss Matty Jenkyns                    | Judi Dench         | Ursula Sieg          | 1–7       |
| Miss Deborah Jenkyns                  | Eileen Atkins      | Marianne Bernhardt   | 1–2       |
| Miss Mary Smith                       | Lisa Dillon        | Eva Michaelis        | 1–7       |
| Martha, Magd der Jenkyns              | Claudie Blakley    | Kerstin Draeger      | 1–6       |
| Miss Octavia Pole                     | Imelda Staunton    | Dagmar Dreke         | 1–7       |
| Miss Augusta Tomkinson                | Deborah Findlay    | Carla Becker         | 1–7       |
| Caroline Tomkinson                    | Selina Griffiths   | Stephanie Kindermann | 1–5       |
| Mrs. Jamieson                         | Barbara Flynn      | Antje Roosch         | 1–7       |
| Lady Ludlow von Hanbury Court         | Francesca Annis    | Ulrike Johannson     | 1–6       |
| Miss Laurentia Galindo, Hutmacherin   | Emma Fielding      | Joey Cordevin        | 1–7       |
| Mr. Edmund Carter, Gutsverwalter      | Philip Glenister   | Jürgen Holdorf       | 1–5       |
| Harry Gregson                         | Alex Etel          | Aron Ulmer (St. 1)   | 1–7       |
| Reverend Hutton                       | Alex Jennings      | Gerhart Hinze        | 1–7       |
| Sophy Hutton                          | Kimberley Nixon    | Simona Pahl          | 1–5       |
| Lizzie Hutton                         | Rosy Byrne         | Madeleine Weingardt  | 1–5       |
| Walter Hutton                         | Haydon Downing     | Philipp Draeger      | 1–2       |
| Helen Hutton                          | Hester Odgers      | Cleo Rickert         | 1–5       |
| Dr. Frank Harrison                    | Simon Woods        | Sascha Rotermund     | 1–5       |
| Mrs. Rose, Dr. Harrisons Haushälterin | Lesley Manville    | Reinhilt Schneider   | 1–5       |
| Dr. Morgan                            | John Bowe          | Reent Reins          | 1–5       |
| Dr. Jack Marshland, Augenarzt         | Joe McFadden       | Christian Rudolf     | 3–5       |
| Captain Brown                         | Jim Carter         | Eberhard Haar        | 1–7       |
| Miss Jessie Brown                     | Julia Sawalha      | Traudel Sperber      | 1–5       |
| Mr. Johnson, Ladenbesitzer            | Adrian Scarborough | Klaus Dittmann       | 1–7       |
| Mrs. Johnson                          | Debra Gillett      | Maritta Fliege       | 1–7       |
| Job Gregson, Harrys Vater             | Dean Lennox Kelly  | Lennardt Krüger      | 2–4       |
| Bella Gregson, Harrys Mutter          | Emma Lowndes       | Tanja Dohse          | 1–4, 6–7  |
| Sir Charles Maulver, Magistrat        | Greg Wise          | Bernd Stephan        | 1–3, 6–7  |
| Bertha, Magd von Miss Pole            | Hannah Hobley      | Manuela Bäcker       | 1, 3, 6–7 |
| Mr. Holbrook                          | Michael Gambon     | Hans Sievers         | 2         |
| Jem Hearne, Zimmermann                | Andrew Buchan      | Robert Kotulla       | 1, 3–7    |

## Drehorte

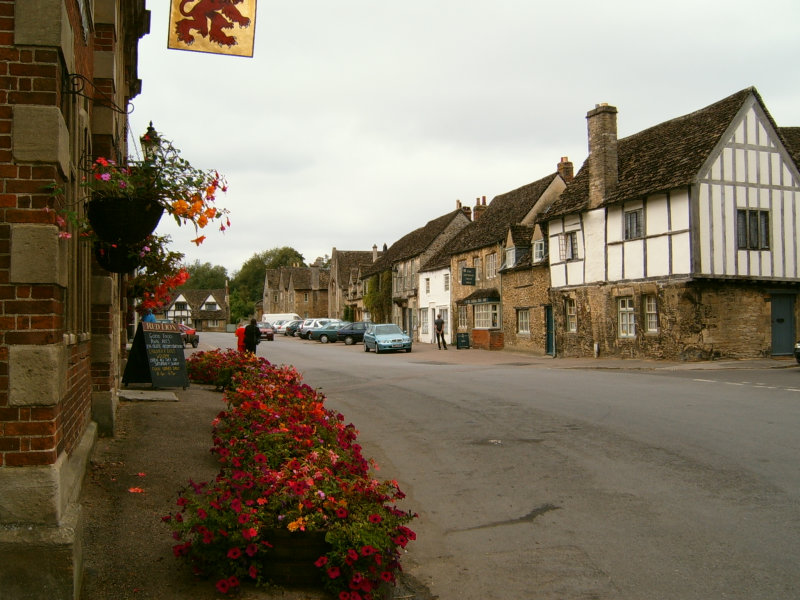
Die Hauptstraße von Lacock

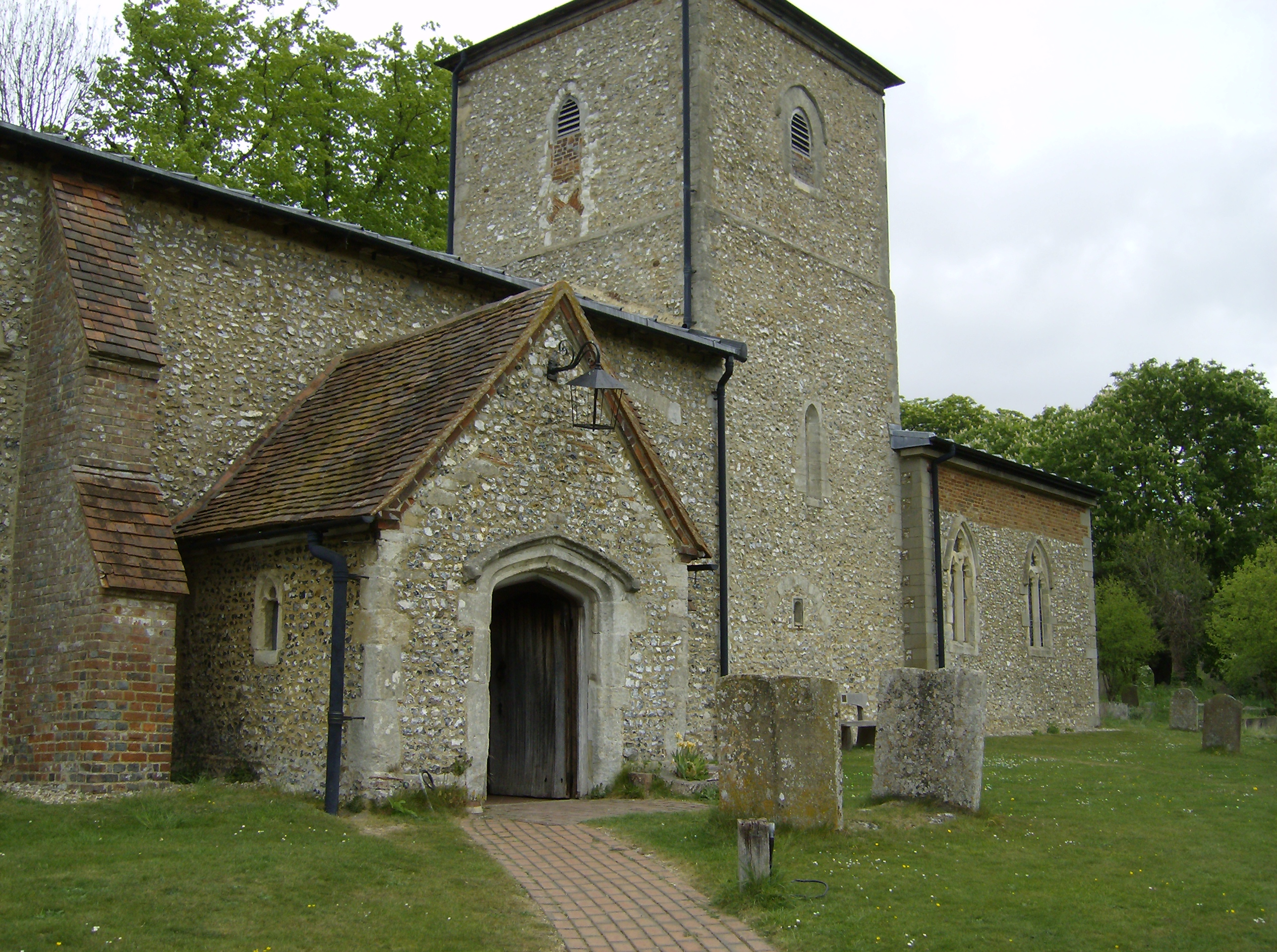
Pfarrkirche St. Mary in Radnage

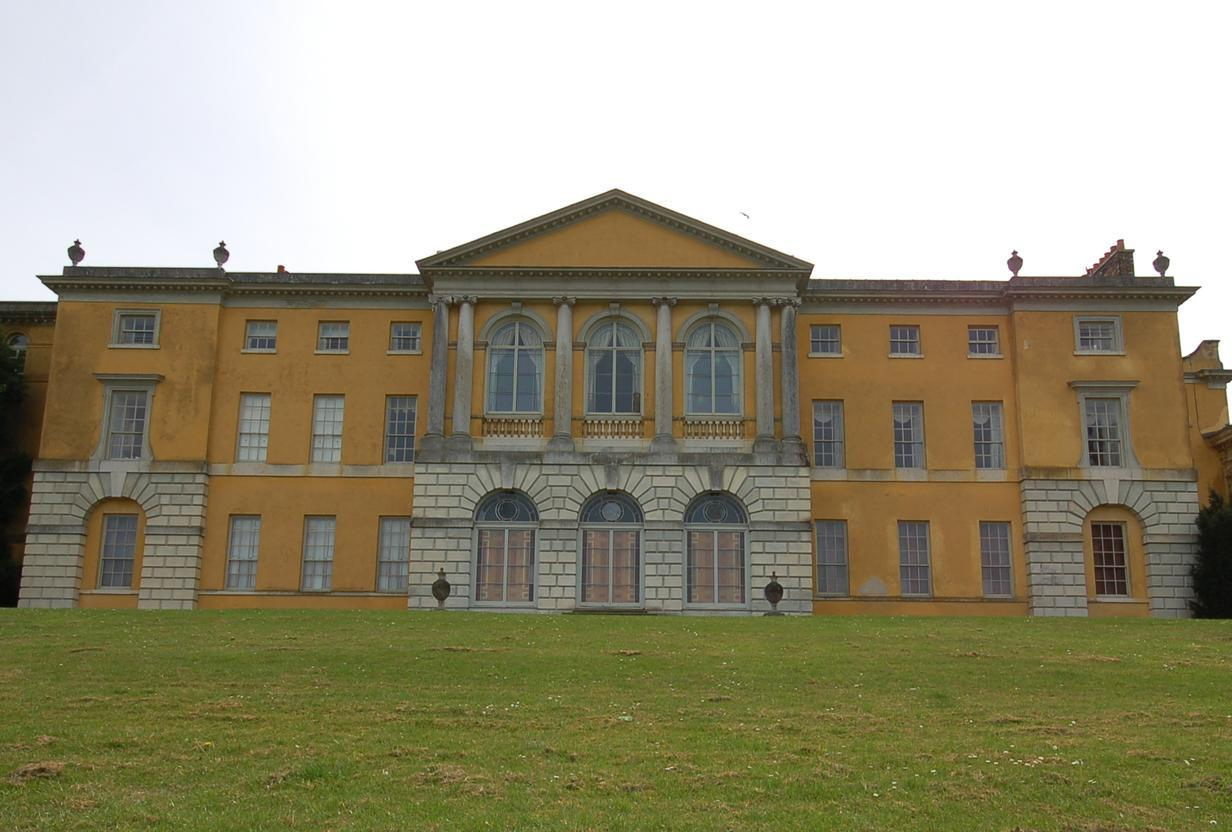
Nordfassade von West Wycombe

Für die Dreharbeiten der Außenaufnahmen wurden in der ersten Mai-Woche 2007 die beiden Hauptstraßen High Street und Church Street in der Kleinstadt Lacock, Grafschaft Wiltshire fünf Tage lang komplett gesperrt. Um eine fiktive Kleinstadt in Chesire im Jahre 1842 darzustellen, wurden mitunter kosmetische Veränderungen vorgenommen, wie beim Wirtshaus Red Lion, welches mit einem dunkelgrauen Anstrich des Erdgeschosses in den Kaufladen Johnson’s Stores verwandelt wurde. Für die Unannehmlichkeiten erhielt jeder betroffene Haushalt £100.
Die Gemeinde Lancock ist nicht unerfahren als Filmkulisse, schon die Abbey war im ersten Harry-Potter-Film zu sehen, aber auch die BBC-Adaption von Stolz und Vorurteil (1995) wurde dort gedreht. 2008 wurde dort Die Schwester der Königin mit Scarlett Johansen und Natalie Portman gefilmt.
Die Pfarrkirche St. Mary der Gemeinde Radnage in Buckinghamshire stellte die Kirche von Cranford dar, wo auch die Huttons wohnten.
Das Herrenhaus West Wycombe Park diente als Schauplatz für das Anwesen von Lady Ludlow.

## Episodenliste
| Nr. | Folgentitel (D) | Folgentitel (Original) | Erstausstrahlung UK (BBC) | Erstausstrahlung D (Passion) |
| --- | --------------- | ---------------------- | ------------------------- | ---------------------------- |
| 1   | Juni 1842       | June 1842              | 18. November 2007         | 3. Juni 2010                 |
| 2   | August 1842     | August 1842            | 25. November 2007         | 10. Juni 2010                |
| 3   | November 1842   | November 1842          | 2. Dezember 2007          | 17. Juni 2010                |
| 4   | April 1843      | April 1843             | 9. Dezember 2007          | 24. Juni 2010                |
| 5   | Mai 1843        | May 1843               | 16. Dezember 2007         | 1. Juli 2010                 |

| Nr. | Folgentitel (D)      | Folgentitel (Original) | Erstausstrahlung UK (BBC) | Erstausstrahlung D |
| --- | -------------------- | ---------------------- | ------------------------- | ------------------ |
| 6   | August 1844 (Teil 1) | August 1844 (Part 1)   | 20. Dezember 2009         | -                  |
| 7   | August 1844 (Teil 2) | August 1844 (Part 2)   | 27. Dezember 2009         | -                  |

## Auszeichnungen und Nominierungen
- BAFTA TV Awards
  - Gewonnen Best Actress – Eileen Atkins
  - Gewonnen Best Sound Fiction/Entertainment – Paul Hamblin, Graham Headicar, Andre Schmidt, Peter Brill
  - Gewonnen Best Production Design – Donal Woods
  - Nominiert Audience Award (TV)
  - Nominiert Best Costume Design – Jenny Beavan
  - Nominiert Best Drama Serial – Sue Birtwistle, Simon Curtis, Heidi Thomas
  - Nominiert Best Original Television Music – Carl Davis
  - Nominiert Best Actress – Judi Dench
  - Nominiert Best Make Up & Hair Design – Alison Elliott
  - Nominiert Best Editing (Fiction/Entertainment) Frances Parker
  - Nominiert Best Writer – Heidi Thomas

- Costume Designers Guild Awards
  - Nominiert Outstanding Costume Design for Television Movie/Mini-Series – Jenny Beavan

- Emmy Awards
  - Gewonnen Outstanding Supporting Actress in a Miniseries or a Movie – Eileen Atkins
  - Gewonnen Outstanding Hairstyling for a Miniseries or a Movie – Alison Elliott (department head hairstylist)
  - Nominiert Outstanding Miniseries – Kate Harwood (executive producer), Rebecca Eaton (executive producer), Sue Birtwistle (producer)
  - Nominiert Outstanding Lead Actress in a Miniseries or a Movie – Judi Dench
  - Nominiert Outstanding Writing for a Miniseries, Movie or a Dramatic Special – Heidi Thomas (written by)
  - Nominiert Outstanding Casting for a Miniseries, Movie or a Special – Maggie Lunn (casting director)
  - Nominiert Outstanding Costumes for a Miniseries, Movie or a Special – Jenny Beavan (costume designer), Mark Ferguson (costume supervisor)
  - Nominiert Outstanding Art Direction for a Miniseries or Movie – Jerry Wanek (production designer), Dan Hermansen (art director), Merlin Dervisevic (set decorator), Donal Woods (production designer), Trisha Edwards (set decorator)

- Golden Globes
  - Nominiert Best Mini-Series or Motion Picture Made for Television
  - Nominiert Best Performance by an Actress in a Supporting Role in a Series, Mini-Series or Motion Picture Made for Television – Eileen Atkins
  - Nominiert Best Performance by an Actress in a Mini-Series or a Motion Picture Made for Television – Judi Dench

- Television Critics Association Awards
  - Nominiert Outstanding Achievement in Movies, Mini-Series and Specials

- Television and Radio Industries Club Awards
  - Gewonnen TV Drama Programme